# ويليام إل. ستورس
ويليام إل. ستورس هو قاضي وأستاذ جامعي ومحامي وسياسي أمريكي، ولد في 25 مارس 1795 في ميدلتاون في الولايات المتحدة، وتوفي في 25 يونيو 1861 في هارتفورد في الولايات المتحدة. انتخب عضو مجلس النواب الأمريكي ‏.